# Prentice Hall
Prentice Hall là một nhà xuất bản giáo dục lớn thuộc sở hữu của Savvas Learning Company LLC. Prentice Hall xuất bản ấn phầm và nội dung kĩ thuật số cho thị trường lớp  6–12 và giáo dục đại học.  Prentice Hall phân phối các tựa sách kĩ thuật số thông qua dịch vụ tham khảo điện tử Safari Books Online.

## History
Vào ngày 13 tháng 10 năm 1913, giáo sư luật Charles Gerstenberg và sinh viên của ông Richard Ettinger thành lập Prentice Hall. Gerstenberg và Ettinger lấy tên thời con gái của mẹ họ—Prentice and Hall—để đặt tên cho công ty mới của họ.